# إلياس صالح كنعان
إلياس صالح كنعان نعمة (1870 - 1895) صحفي ومترجم وشاعر عثماني لبناني. ولد في بيروت، وتلقى علومه في المدرسة الكلية السورية الأمريكية، ونال شهادة البكالوريا منها سنة 1888. عمل محررًا في جريدة المقطم لمدة. توفي في ريعان شبابه فلم يكن له إنتاج كبير سوى قصائد ومقالات نشرها في المقطم. 

## سيرته
ولد إلياس بن صالح بن كنعان بن نعمة سنة 1870 في مدينة بيروت بسنجق بيروت، عاصمة ولاية بيروت العثمانية ونشأ بها. تعلم بالمدارس الابتدائية ثم بمدرسة الروم الأرثوذكس، والثانوية بمدرسة الأقمار الثلاثة، ثم درس العلوم في الكلية السورية الأمريكية في بيروت. فنال منها شهادة البكالوريا سنة 1888. وبعد تخرجه استقدمته إدارة جريدة المقطم في مصر للمساهمة في التحرير، وقد أدى هذه الوظيفة حتى رحيله شبابه سنة 1895، في بيروت.

وقد اهتم بالترجمة أيضًا، وترجم رواية الأميرة المصرية، للأديب جورج ايبرس نشرها في «اللطائف»، وتوفي قبل إكمالها، فأتمها أسعد خليل داغر، وطبعها، كما ترجم عدداً من القصائد عن الإنجليزية. جمع جرجي زيدان مراثي الشعراء له في كتاب بعنوان «مراثي المرحوم إلياس صالح». 

## شعره
وصفه إميل يعقوب بأنه «كان يمتاز بالذكاء الحاد، وتوقد الذهن، أتقن العربية، ونبع فيها وفي آدابها، وكان شعره مطبوعًا سلسًا فصيح العبارات،‌ رقيق الحواشي. وأتقن الفرنسية والإنكليزية. توفّي في ريعان شبابه؛فلم يكن له إنتاج كبير سوى القصائد والمقالات التي كان ينشرها في جريدة المقطم.» ذكر معجم البابطين «نظم على غرار شعراء عصره في موضوعات الغزل، والنسيب، والزهد، والمدح، والرثاء، والوصف، والتاريخ، يجمع أسلوبه بين الرصانة والسلاسة، بعيدًا عن التكلف، قريب من الطبع، أو هو الاستعداد الفطري لا يكاد ينقحه. على أن قدرة الارتجال تسوقه إلى ميدان المداعبات ومجال الفكاهة والسخرية، وله في هذا مشاركة تضعه بين أهل الظرف، ولكنه حين يجد الجدّ صاحب موقف.» 